# Gert Klötzke
Gert Heinz Uwe Klötzke, född 6 december 1944, är en svensk kock och adjungerad professor i gastronomi vid Restauranghögskolan vid Umeå universitet. År 2014 utsågs han även till Hedersdoktor vid Umeå Universitet. Klötzke vann den individuella tävlingen Kock-SM och titeln Årets kock 1986. Samma år vann han även tävlingen Årets Viltkock.

Klötzke var under många år engagerad som lagledare för det Svenska Kocklandslaget. Under hans ledning etablerade sig laget med segrar i laggastronomiska tävlingar som Salon Culinaire i Schweiz 1999, Culinary Olympics 2000, Culinary World Cup 2002, och Culinary Olympics 2004.
Han är även sedan 2013 ordförande i WACS (World Association of Chefs´ Societies) Culinary Competition Committee som ansvarar för regler och utbildning av domare för alla tävlingar som är organiserade och/eller sanktionerade av WACS. Tex de globala tävlingarna Culinary Olympics i Tyskland och Culinary World Cup i Luxemburg.
Klötzke är sedan 2010 rådgivare till Finska Kocklandslaget. 
Klötzke är engagerad i gästspel, både i Sverige och utomlands, med den svenska matkulturen som tema. De svenska råvarorna står alltid i fokus och det har gett många småskaliga producenter möjlighet att presenteras för kockar i världen. Omsatt i praktiken i form av julbordet på Fjäderholmarnas krog sedan 2006 och det årliga 10 veckors gästspelet "Smörgåsbord" på Restaurant Au Premier i Zürich sedan 2010. Klötzke var också ansvarig för bankettmiddagen vid kung Carl XVI Gustafs 60-årsdag. Tillsammans med Fredrik Eriksson är han sedan 2002 kulinarisk rådgivare till den årliga Nobelbanketten.

## Utmärkelser
Genom sitt stora engagemang för det svenska matarvets bevarande och gastronomins utveckling i världen har Klötzke tilldelats ett antal hedersbetygelser.
- Hederspriser: Tore Wretman Hederspris (1999), Werner Vögeli Hederspris (1996), Restauranggalans Hederspris (2008)
- Hedersmedlemskap i WACS (2014), Mauritius Chefs Association (2014), Canadian Culinary Federation (2015), Saudi Arabian Chef Association (2015) och Västmanlands-Dala nation i Uppsala.